# LG Optimus One
O Optimus One é um smartphone de gama média fabricado pela LG.[carece de fontes?] É o primeiro da série Optimus, com um total de 11 modelos. Foi lançado com o sistema operativo Android, versão 2.2 (Froyo) e, mais tarde, a LG facilitou a adoção da versão 2.3 (Gingerbread). O CyanogenMod 7.2 é suportado pelo modelo.
Desde que o modelo foi posto à venda em 3 de novembro de 2010, a LG produziu múltiplas variantes para diferentes operadoras de telemóveis nos Estados Unidos e no Canadá. As vendas do telefone ultrapassaram os dois milhões de unidades em todo o mundo nos dois meses seguintes ao seu lançamento. O telefone é vendido pela LG desde o seu lançamento em 3 de novembro de 2010.

## Configurações
O Optimus One P500 foi o primeiro modelo a ser lançado, em meados de novembro de 2010. Esta versão do telemóvel foi lançada na Ásia, Europa e Canadá e funciona com o protocolo GMS. Funciona também em redes 3G via HSDPA e HSUPA e utiliza a tecnologia Wi-Fi com 802.11 b/g.[carece de fontes?]
Devido às diferentes tecnologias utilizadas pelos operadores móveis nos Estados Unidos, existem inúmeras variantes do telefone, com diferenças na forma e disposição dos botões, na forma do rebordo lateral metálico e na interface fornecida pela LG ou pela empresa telefónica em causa. Existem versões que funcionam em diferentes frequências, com protocolos baseados em GSM ou CDMA, e com diferentes velocidades do microprocessador; outras têm um modem de maior capacidade, um teclado real e uma câmara digital de melhor qualidade. Para indicar as diferentes variantes, normalmente a palavra “One” é substituída por uma única letra que representa a operadora: por exemplo, a MetroPCS comercializa o LG Optimus M, T-Mobile USA oferece o LG Optimus T, etc. Para além destas variantes, existem também as seguintes:
- LG Optimus S, para Sprint.[7]
- LG Optimus 3G , para a Telus Mobility
- LG Optimus C , para Cricket Wireless.
- LG Phoenix, para a AT&T Mobility nos Estados Unidos e Rogers Wireless e Chatr no Canadá.
- LG Thrive, para a AT&T Mobility, semelhante ao LG Phoenix e utilizado como telefone pós-pago.[8]
- LG Optimus U , para a US Cellular.[9]
- LG Optimus V , da Virgin Mobile USA.[10]
- LG Vortex , para Verizon Wireless.[11]

## Variante
Existe outra variante do Optimus One chamada LG-P500H que melhora as caraterísticas como 512 RAM e 200 MB de memória interna.